# Кевін Баззард
Кевін Марк Баззард (англ. Kevin Mark Buzzard; нар. 21 вересня 1968) — британський математик і працює професором чистої математики в Імперському коледжі Лондона. Спеціалізується в алгебрагічній теорії чисел.
Брав участь у Міжнародній математичній олімпіаді, де виборов бронзову медаль у 1986 році і золоту медаль з відмінним результатом у 1987 році. Здобув ступінь бакалавра з математики в Триніті-коледжі (Кембридж). Захистив дисертацію під керівництвом Річарда Тейлора.
Працював в Інституті перспективних досліджень Прінстона (1995), Каліфорнійському університеті в Берклі (1996-1997). З 1998 читав лекції в Імперському коледжі Лондона. Працював Інституті Анрі Пуанкаре в Парижі (2000). З жовтня по грудень 2002 року він обіймав посаду запрошеного професора в Гарвардському університеті.
В 2017 Кевін створив проект Xena, задля впровадження застосування комп'ютерів для верифікації майбутніх досліджень у чистій математиці.